# صرد مقنع
صرد مقنع أو دقناش قبطي (الاسم العلمي: Lanius nubicus) (بالإنجليزية: Masked Shrike)‏ هو طائر ينتمي إلى دقنوش (فصيلة: Laniidae).